# Galasówkowate

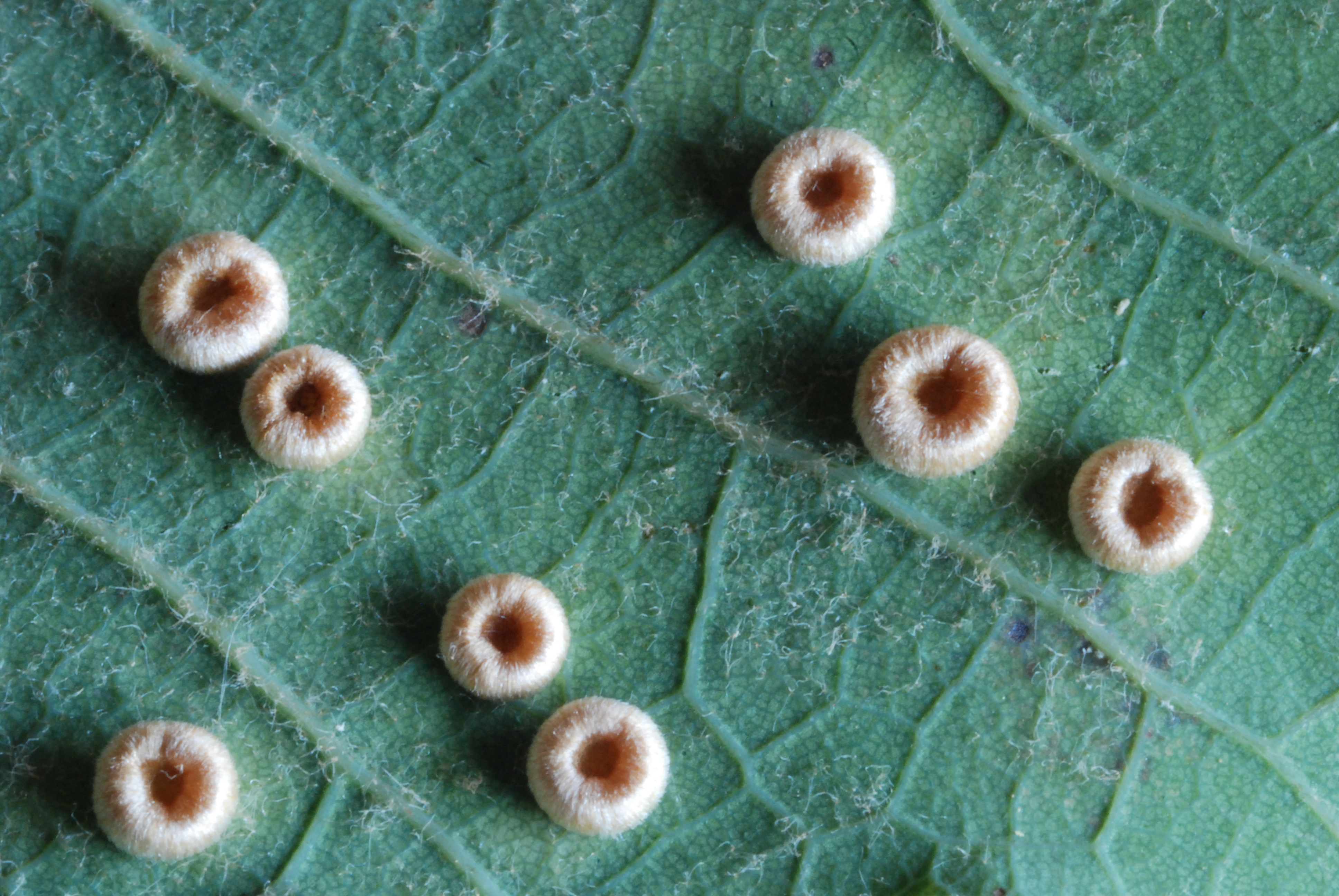
Galasy rewisia numizmatka (Neuroterus numismalis)

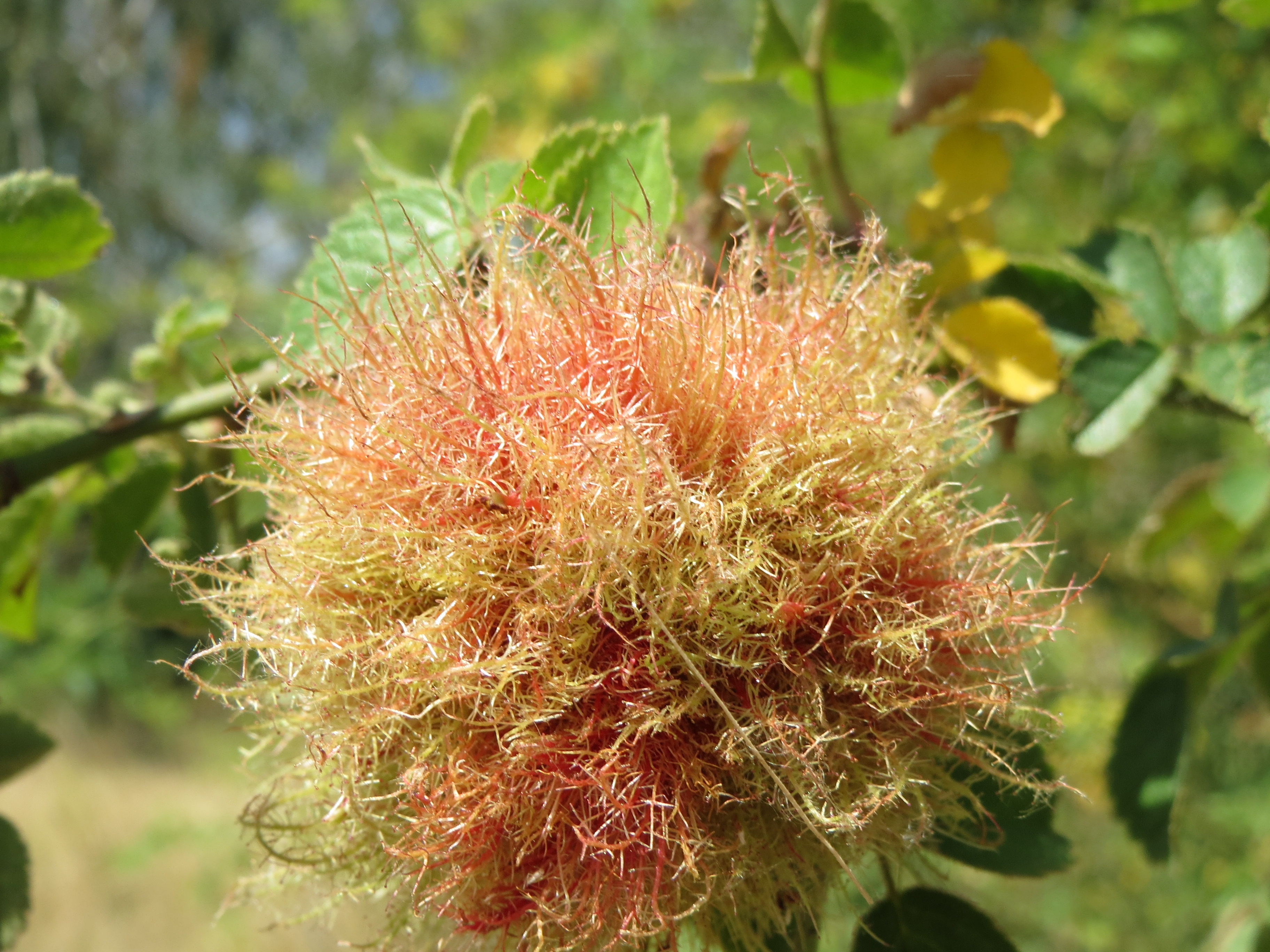
Galas szypszyńca różanego

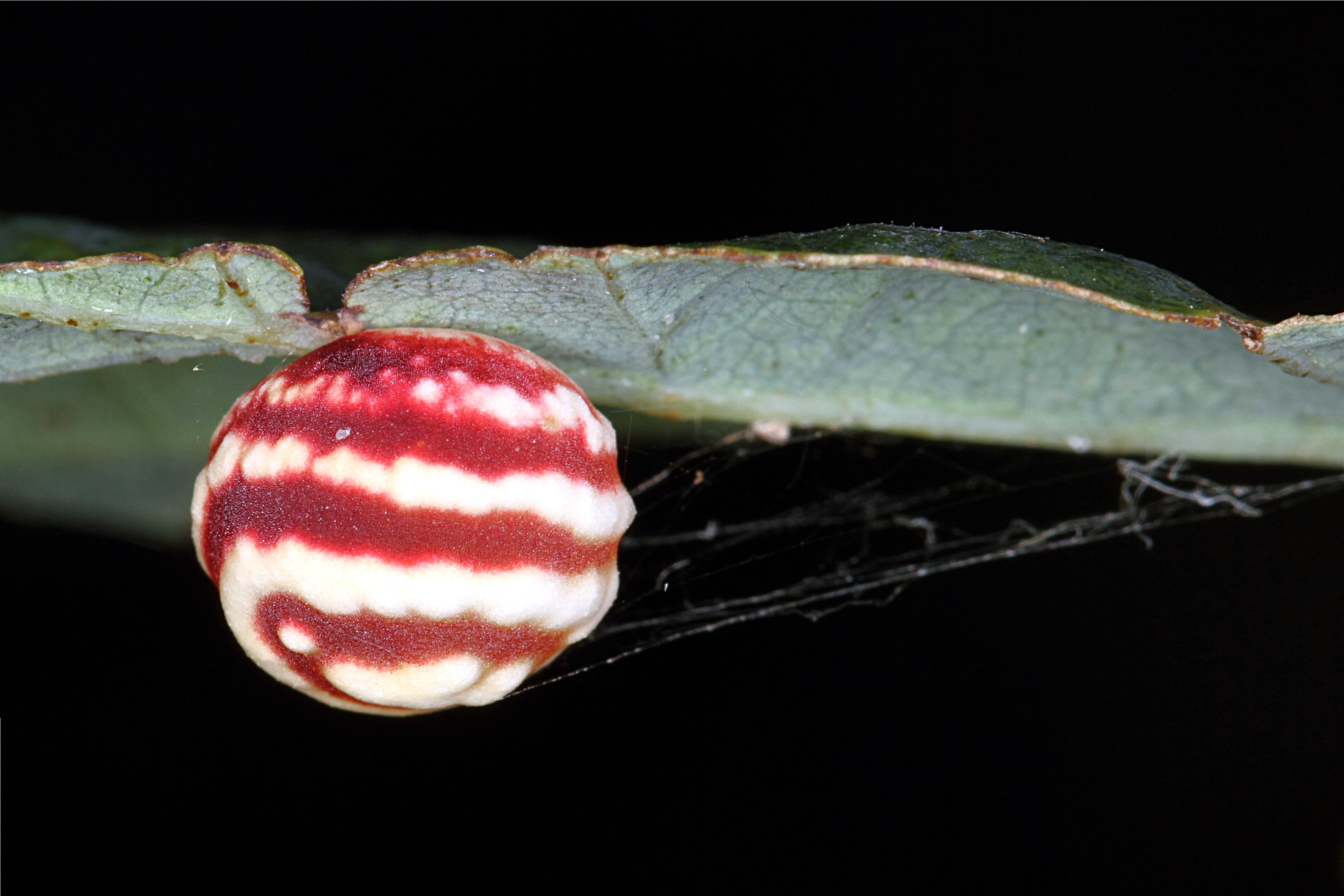
Galas Cynips longiventris

Galasówkowate (Cynipidae) – rodzina owadów z rzędu błonkoskrzydłych i nadrodziny galasówek. Należy tu od 3 do 6 tysięcy gatunków. Współcześnie kosmopolityczne, ale większość zasiedla strefę umiarkowaną półkuli północnej. Dorosłe osiągają od 1 do 8 mm długości. Larwy roślinożerne, rozwijają się w wyroślach zwanych galasami. Większość gatunków rozwija się w galasach, których powstanie same indukowały. Przedstawiciele jednego plemienia rozwijają się inkwilinistycznie w galasach wywołanych przez inne gatunki. Wśród galasówkowatych spotyka się przemianę pokoleń, jak i partenogenezę obligatoryjną.

## Taksonomia i ewolucja
Do 1998 roku opisano około 1360 gatunków z tej rodziny, ale ich faktyczną liczbę szacuje się na od 3 do 6 tysięcy. W obrębie nadrodziny galasówek zalicza się je do Microcynipoida. Tworzą takson o prawie pewnym monofiletyzmie, stanowiący grupę siostrzaną dla Figitidae. Linie ewolucyjne tych dwóch rodzin rozdzieliły się nie później niż przed kredą późną, prawdopodobnie jeszcze przed aptem. Mapowanie cech rozmieszczenia metodą największej parsymonii wskazuje, że ojczyzną galasówkowatych są tereny zachodniej Palearktyki, a prawdopodobnie rejon śródziemnomorski lub czarnomorski.
Galasówkowate dzieli się na dwie podrodziny: nominatywną Cynipinae i wymarłą Hodiernocynipinae. Do tej nominatywnej tradycyjnie zalicza się 6 plemion: Aylacini, Diplolepidini, Eschatocerini, Pediaspidini, Cynipini i Synergini. Pierwsze z nich stanowi takson parafiletyczny, obejmujący różne linie bazalne. Dobrze wsparty monofiletyzm cechuje plemiona Cynipini i Synergini. Ponadto grupę monofiletyczną tworzą plemiona Diplolepidini, Eschatocerini, Pediaspidini i Cynipini.

## Opis
Drobne owadziarki, o ciele długości od 1 do 8 mm. Głowa nie szersza od tułowia, silnie urzeźbiona, zwykle z listewką na tylno-brzusznej krawędzi policzka. W czułkach samców tylko trzeci człon może być zmodyfikowany (wygięty). Przedplecze pozbawione bocznych żeberek i o powierzchni grzbietowej ukrytej pod mesoscutum lub całkiem zanikłej. Mesoscutum szersze niż dłuższe. Tarczka śródplecza z rozszerzonym grzbietowo lśniącym paskiem. Dorsellum pośrodku wyraźnie przewężone. Po dwie ostrogi występują na szczytach goleni drugiej i trzeciej pary odnóży. Na pazurkach nóg często występuje przedwierzchołkowy ząbek. W użyłkowaniu skrzydeł pierwszej pary rozpoznano kilka autapomorfii: skierowany skośnie w bok drugi sektor (abcissa) żyłki R1, ustawione pod wyraźnym kątem względem siebie żyłki R+Sc i R1+Sc, stosunkowo szeroka i krótka komórka marginalna z długim ostatnim sektorem żyłki Rs i krótką 2r. Samica zwykle ma kolec na hypopygium i często wysuwalne, zagięte do góry pokładełko.

## Biologia
Galasówkowate są fitofagami, rozwijającymi się w galasach. Większość, z wyjątkiem plemienia Synergini, potrafi wywoływać tworzenie się na roślinach wyrośli, w których żerują larwy. Samica składa pokładełkiem jaja do tkanki roślinnej i wskutek wstrzyknięcia przez nią jadu lub działalności larwy następuje rozbudowa komórek kalusowych. Galas jest czterowarstwowy, a wewnętrzna warstwa zawiera białka, tłuszcze, później też cukry, które służą odżywianiu larwy. Wyrośla te powstają najczęściej na liściach, ale mogą także na pączkach, pędach i korzeniach. Plemię Aylacini żeruje na roślinach zielnych, natomiast Diplolepidini, Eschatocerini, Pediaspidini i Cynipini wyspecjalizowane są w drzewiastych przedstawicielach astrowych. Synergini natomiast nie indukują powstawania galasów, lecz inkwilinistycznie żerują w wyroślach wywołanych przez inne gatunki.
Rozwój galasówkowatych jest skomplikowany. Występować mogą naprzemienne pokolenia: obupłciowe i dzieworodne, które mogą różnić się budową ciała, kształtem galasów, a także atakowanym organem rośliny. Znane są również gatunki wyłącznie dzieworodne.

## Rozprzestrzenienie
Współcześnie rodzina kosmopolityczna, ale żaden z gatunków nie jest rodzimy dla Australii. Większość występuje w strefie umiarkowanej półkuli północnej. Po dwa rodzaje występują endemicznie w Ameryce Południowej i Afryce Południowej. Kilka gatunków odnotowano w Ameryce Centralnej. Do 2000 roku w Europie stwierdzono około 250 gatunków, z czego w Polsce 104 (zobacz: galasówkowate Polski).